# I Universiade invernale
La I Universiade invernale (Universiade d'hiver de 1960) si svolsero dal 26 febbraio al 6 marzo 1960 a Chamonix, Francia.

## Sport
- Combinata nordica (1) (dettagli)
- Pattinaggio di figura (2) (dettagli)
- Salto con gli sci (1) (dettagli)
- Sci alpino (7) (dettagli)
- Sci di fondo (2) (dettagli)

## Medagliere
Paese ospitante 
| Pos.   | Paese            | Oro | Argento | Bronzo | Totale |
| ------ | ---------------- | --- | ------- | ------ | ------ |
| 1      | Francia          | 4   | 2       | 1      | 7      |
| 2      | Unione Sovietica | 3   | 1       | 1      | 5      |
| 3      | Cecoslovacchia   | 2   | 5       | 0      | 7      |
| 4      | Austria          | 2   | 2       | 4      | 8      |
| 5      | Svizzera         | 2   | 1       | 1      | 4      |
| 6      | Italia           | 0   | 1       | 1      | 2      |
| 7      | Giappone         | 0   | 1       | 0      | 1      |
| 8      | Jugoslavia       | 0   | 0       | 2      | 2      |
| 8      | Polonia          | 0   | 0       | 2      | 2      |
| 10     | Ungheria         | 0   | 0       | 1      | 1      |
| Totale | Totale           | 13  | 13      | 13     | 39     |